# 養樂多本社
養樂多本社（日语：株式会社ヤクルト本社；東證1部：2267）是一家日本食品公司，業務涵蓋養樂多等飲料、食品、化妝品、以及醫藥品的製造，為日本最大的乳酸菌飲料製造企業。其4成營業額來自日本以外，進軍了日本以外的39個國家。養樂多本社也是日本職業棒球中央聯盟球隊養樂多燕子的母公司。

## 外部連結
- ヤクルト本社 （页面存档备份，存于）
- YouTube上的養樂多本社頻道
- ヤクルトマン【公式】的X（前Twitter）